# Molophilus (Molophilus) gracilis
Molophilus (Molophilus) gracilis is een tweevleugelige uit de familie steltmuggen (Limoniidae). De soort komt voor in het Australaziatisch gebied.